# まいにちいっしょ
『まいにちいっしょ』とは、ソニー・コンピュータエンタテインメントによって提供されていた、PlayStation 3 (PS3) およびPlayStation Portable (PSP) 向けのソフトウェアであり、PSP向けには『まいにちいっしょ ポータブル』として提供された。
3周年となる2009年11月11日に『週刊トロ・ステーション』の配信が始まるのと同時に、新規ダウンロードが終了し、2010年3月31日をもってサポートが、2010年5月31日をもってサービスが終了。

## 概要
ソフトウェア自体はともにPlayStation Storeで無償で配信されており、一部アイテムのみ有償（アイテム課金）の形をとっている。
内容は「トロ」と毎日一緒に過ごす事ができる。トロの行動を眺めたり、毎日配信のニュースを見たり（トロ・ステーション）、プレゼントを贈ったり、トロのコスプレによるミニゲーム、部屋の模様替えなども可能となっている。
2007年5月31日にリモートプレイ機能、同年7月2日にはスクリーンショット撮影機能、10月11日にはニャバター（プレーヤーのアバター）の作成、2008年5月15日にはゲームプレイ画面の動画撮影及びYouTubeへのアップロード機能（同日行われたPS3のシステムアップデートで搭載された）に家庭用テレビゲーム機として世界で初めて対応するなど様々な機能の追加がされている。
このソフトの性質上、PS3のXMB上では他のソフトと扱いが異なり、常に上位に表示されるように設定されていたが、『週刊トロ・ステーション』の配信開始決定に伴い、2009年11月5日のアップデートで一般のタイトルと同列の扱いに変更された。
2010年5月31日をもってサービスが終了したためPS3版ではソフトが起動不可能になった。

## 主要キャラクター
基本設定は『どこでもいっしょ#主要キャラクター』に準ずる。以下では主に『トロ・ステーション』におけるキャラクターを解説する。ゲスト登場キャラクターの概要は、トロ・ステーション第808回にジュンがまとめたものを参照している。
トロ
メインパーソナリティの一人。無垢で子供的な性格であり、クロからしばしばアホの子呼ばわりされる。人間になるための勉強の一つとしてメインパーソナリティの仕事を引き受けるが、ギャラをもらえることをクロから知らされておらず、全額ピンハネされている様子がうかがえる。自己紹介で「トロはトロですニャ」と話すことから、一人称は常に「トロ」である。「クロ枠」のマニアックな話題について行けないと話すことが多いが、逆にクロに対してマニアックな小ネタで突っ込み返すこともある。口癖は「まったくも〜ってくらいに○○なのニャ」。
クロ
メインパーソナリティの一人。取材の下準備などはクロが行っているようである。『-どこでもいっしょ- レッツ学校!』のクロ校長とは趣味は合うが別人で、実際に会話するシーンもある。トロとは対照的にブラックな所が多く、また年長を思わせるセリフが多い。主な趣味は、ゲーム、お酒、お姉さん、その他もろもろのマニアックな分野だが、スポーツや地理・動物にも造詣が深い博識な猫である。ヒットポイント（『魔界戦記ディスガイア3』相当）は少なくとも27億以上。また何度か死亡説もささやかれている。口癖は「うひゃっほぅ」、クロが萌えたゲストにだけ贈る特別な言葉である。声優オタクでもあり熱狂的な釘宮理恵のファン。
ジュン
ゲストとして登場。他のメンバーと違って特定のジャンルには登場しないが、登場回数自体は多く、度々ネタに乱入している（『空飛ぶモンティ・パイソン』紹介回など）。園芸ネタがジュン枠として定着！？
リッキー
ゲストとして登場。格闘家という設定もあり、ご当地ヒーローネタやスポーツネタで登場する事が多い。日本史の教員免許を持っているため、一時は日本史ネタにも登場していたが、こちらは自然消滅した。
ピエール
ゲストとして登場。いわゆる「おネェキャラ」をプッシュした、かわいいもの（デコケータイ他）の特集や、ジュンとのコンビで登場することが多い。また、腐女子キャラとして「トロステ○○劇場」のプロデュースに入ることもある。
スズキ
ゲストとして登場。理系のネタに強く、国際宇宙ステーションネタや、度々取り上げられている工場・研究所取材でも薀蓄を披露している。
テレビ
『-どこでもいっしょ- レッツ学校!』のカーナビと似た性格で、クロが980円で買ってきた中古のテレビ。カーナビと同じく「980円ってゆーな！」が口癖。通常は「テレビさん」とさん付けで呼ばれるが、「980円」と呼ばれることも多い。突っ込みとしてタライを落としたり、音楽再生やRSS配信機能を持っていたりと古めかしい外見と値段に不相応な機能を持っている。最近は中のキャラクターがコスプレして登場することが増えている。時折ツンデレの気が見られる。過去には中のキャラクターがパソコンの液晶ディスプレイに移動したり、テレビから飛び出して実体化したこともある。ツンデレ百人一首特集などにより、キャラクターの音声の「イメージ」が固まりつつある。
うさぎさん
会話中、主にクロが使用する。「まいにちいっしょ」開発スタッフ（株式会社ビサイド）を指す（職場を『月面基地』と呼称することもある）。
満月ちゃん
「 - だよ」が口癖。上記設定にならい、開発スタッフ側からのキャラクターとして描かれる。初期は屋根の上の月がそのまま喋るキャラクターだったが、途中からテレビさんに耳を付けたようなウサギキャラクターとして定着（この際、一部のキャラクター設定をテレビさんから受け継いでいる）し、月面で受付嬢としてトロとクロを迎え入れるなどしている。
校長
ネクタイの無いクロ。レッツ学校の校長その人。校長を見るとクロはドッペルゲンガーと勘違いしてしまうというのがお決まりのネタになっている。ゲストの中では一番登場頻度が低い。

## ニャバター
2007年10月11日のアップデートで追加。プレーヤーのアバターとして、後述する「おでかけ」や一部のコスプレゲームなどに登場する。トロやクロと同じようなネコの外観で、性別と色を選べる。「まいいつSTORE」「みャイルショップ」で衣装などを購入できる他、以下のサービスも提供されている。
仕立て屋さん
2008年6月26日のアップデートで追加。仕立て券を購入する事でオリジナルデザインのTシャツを作成できる。
ファッションショー
2008年11月13日のアップデートで追加。衣装を身に着けたアバターを出場させられる。また、観客として気に入った衣装アイテムを確認したり、アバターに投票（みャイルを使用）・コメントを贈ることもできる。

## おでかけ
ニャバターとしてトロといっしょに一定のフィールドで遊べる。
庭
PS3版では2007年12月13日、PSP版では2009年4月23日のアップデートで「おでかけ」メニューが追加、トロが住んでいるアパートの外に出かけることができるようになった。部屋用のアイテムの一部が配置できるほか、専用のアイテムも販売されている。2008年1月18日に他のユーザーの庭（公開／非公開は任意で設定可能）を訪問できるようになった。訪問先はランダム選択だが、2008年2月14日のアップデートでフレンド登録された別ユーザーから招待を受けられるようになった（ボイスチャットやテキストチャットにも対応）。スクリーンショット撮影時には「お庭カード用フレーム」も選べるようになっている。ゲーム内の表示は実時間を反映しているため、夜間は街灯系のアイテムがないと画面全体が暗くなってしまっていたが、2008年3月27日には庭全体を照らすライトが新設され（点灯／消灯が可能）、2008年2月14日に広さを倍にできるライセンスが発売された。
おもちゃ
庭で楽しめるミニゲーム用のアイテム。デフォルトで「鬼の面」があるほか、アップデートで新しいおもちゃが追加（「まいにちいっしょSTORE」で販売）されることがある。
| おもちゃ                    | ゲーム内容                    | 追加日         | 備考                                                                                                 |
| --------------------------- | ----------------------------- | -------------- | --- |
| 鬼の面                      | トロとのおにごっこ            | 2007年12月13日 | デフォルトで用意されているおもちゃ トロがおに役                                                      |
| ホッピング                  | トロとのおいかけっこ          | 2008年1月18日  | プレーヤーがおに役                                                                                   |
| RCカー ブルータイフーン3000 | ラジコンカーの操縦            | 2008年2月14日  | レースコース作成のためのアイテムをまいにちいっしょSTOREで同時発売                                    |
| 鬼太鼓                      | トロ・クロとのおにごっこ      | 2008年3月27日  | 庭に遊びに来た別プレイヤーのニャバターを含めた3人でのおにごっこも可能                                |
| ローラースケート            | ローラースケートの着用        | 2008年5月15日  | レースコース作成のためのアイテムをまいにちいっしょSTOREで同時発売                                    |
| ハーモニカ                  | ハーモニカの演奏              | 2008年6月26日  | モーションセンサー・振動機能対応 楽譜やステージライトなどのアイテムをまいにちいっしょSTOREで同時発売 |
| トロッコ                    | トロッコの操縦                | 2008年7月24日  | 線路作成のためのアイテムをまいにちいっしょSTOREで同時発売                                            |
| 釣り竿                      | 釣り                          | 2008年9月18日  | モーションセンサー・振動機能対応 他の魚が釣れる釣り堀をまいいつSTOREで同時発売                       |
| ミクロマシン                | なし （ニャバターのミクロ化） | 2008年11月13日 | ミクロ化して遊べるアイテムをまいいつSTOREで同時発売                                                  |
| 豆まき                      | 鬼をやっつけろ！ ∞豆まき      | 2009年1月15日  | 制限時間があるかないかで2つのゲームを選択できる。                                                    |
ゲームセンター
2009年1月15日のアップデートで追加された。後述するコスプレゲームのうちいくつかが遊べる。ゲームプレイにはゲームセンター内で販売されているメダルが必要。また、「レインボー招き猫」「カモとフィギュア」「トーテムポール」などのカプセルトイが販売されており、メダルもしくはみャイル（カプセルトイによって指定あり）で購入する。獲得したアイテムは「もようがえ」で部屋や庭に飾ることができる（表題アイテム以外に「おくりもの」アイテムが獲得されることもある）。

## もちもの
2007年5月31日、それまで別個の項目だった「おくりもの」「もようがえ」「コスプレ」が、新設された「もちもの」内のサブメニューとして統合された。
おくりもの
トロにプレゼント（ほとんどは食べ物）を贈る。贈りたいアイテムを選択すると宅配業者（画面には登場せず）により配達され、トロがそれを食べる（もしくは食べられない）様子を楽しむことができる。アイテムは「トロ・ステーション」の「最近のニュース」（当日分と、過去およそ2週間分）初回視聴時の最後に挑戦できる「おくりものルーレット」で獲得できたが、2007年7月2日にシステムが廃止され、「みャイル」というポイントで購入するようになった。2007年10月11日のアップデートで新たに「2人で〜」という食べ物アイテムが「まいにちいっしょSTORE」に追加された。これを購入し「おくりもの」で選択すると、その食べ物をユーザーが設定したニャバターと一緒に食べることができる。ニャバターはデモ画面でもしばらく残り、トロといっしょに遊ぶのを見ることができる。
もようがえ
トロの部屋にアイテムを配置する。アイテムは「まいにちいっしょSTORE」「みャイルショップ」で購入できるほか、「トロ・ステーション」でトピックに関係したものがプレゼントされることもある。2007年10月11日のアップデートでアイテム配置状況を「お気に入り」として保存できるようになったが、2008年1月18日から配置アイテム量に制限が設けられている（「庭」では当初から設定されていた）。ただし、冷蔵庫は移動、撤去不可である。
コスプレゲーム
2007年1月25日、メニューに「コスプレ」が追加され、トロにコスプレ衣装を着せられるようになった。ただしコスプレ衣装は標準では用意されておらず、後述の「まいいつSTORE」上から有料にて購入する必要がある。各コスプレ衣装着用直後は、衣装の内容にちなんだ「コスプレゲーム」なるミニゲームが遊べる。2007年9月5日のアップデートで一部のゲームに難易度の低い「かんたんモード」が追加、また2009年1月15日のアップデートで追加された前述の「ゲームセンター」ではいくつかのコスプレゲームがコスプレ衣装を購入することなくプレイできるようになっている。なお、コスプレ衣装着用はミニゲーム終了後のデモ画面（トロが室内で踊ったり歩き回ったりする）でもしばらく継続され、トロの動作も衣装固有のものが追加される。ただし「トロ・ステーション」内ではコスプレ衣装は引き継がれない。また、デモ画面のまま放置すると勝手に着替えに出てしまい、普段の格好に戻ってしまう。
| 衣装                   | ゲーム                                   | 追加日 （コスプレ） | 追加日 （ゲームセンター） | 備考 |
| ---------------------- | ---------------------------------------- | ------------------- | ------------------------- | --- |
| アフロ                 | アフロDEダンス ゲーム                    | 2007年1月25日       |                           | |
| ひよこ                 | 連打ではばたけ ゲーム                    | 2007年1月25日       |                           | |
| 赤おに                 | 赤おにトロ?豆まき ゲーム                 | 2007年1月25日       |                           | |
| 天使                   | 天使シューティング! ゲーム               | 2007年3月1日        | 2009年1月15日             | モーションセンサー使用 |
| 悪魔                   | ハートをカット! ゲーム                   | 2007年3月1日        |                           | モーションセンサー使用 |
| 野球                   | もえる!草野球 ゲーム                     | 2007年4月6日        | 2009年5月14日             | |
| サッカー               | リフティング ゲーム                      | 2007年4月6日        |                           | モーションセンサー使用 |
| 武者                   | やぶさめ ゲーム                          | 2007年4月25日       |                           | |
| こいのぼり             | コイの川のぼり ゲーム                    | 2007年4月25日       | 2009年1月15日             | モーションセンサー使用 |
| バスケ                 | フリースロー ゲーム                      | 2007年5月31日       |                           | モーションセンサー使用 かんたんモードあり |
| でんでんむし           | お家に帰ろう! ゲーム                     | 2007年5月31日       |                           | モーションセンサー使用 |
| 水着                   | スイカ割り ゲーム                        | 2007年7月2日        |                           | かんたんモードあり |
| 浴衣                   | ぼんおどり ゲーム                        | 2007年7月2日        |                           | モーションセンサー使用 |
| アロハ                 | ウクレレ ゲーム                          | 2007年7月26日       | 2009年1月15日             | 「ゲームモード」のほか「自由に演奏モード」あり |
| 忍者                   | 手裏剣投げ ゲーム                        | 2007年7月26日       |                           | モーションセンサー使用 |
| うさぎ                 | もちつき ゲーム                          | 2007年9月5日        |                           | 「つく」「こねる」の2モードあり もちができた場合、「おくりもの」に追加される                                                                                      |
| さめ                   | いなばの白うさぎ ゲーム                  | 2007年9月5日        | 2009年1月15日             | モーションセンサー使用 |
| 体操着                 | 運動会（玉入れ、かけっこ、大玉転がし）   | 2007年10月11日      |                           | モーションセンサー使用（玉入れのみ） |
| へび                   | のびのびスネーク                         | 2007年11月8日       | 2009年3月12日             | 振動機能対応 ゲームセンター版追加時、 タイトルが「スネークゲーム」から変更 ジャンプが可能になり、 ゲームセンターではランキングにも対応                            |
| すもう                 | 相撲 ゲーム                              | 2007年11月8日       |                           | 振動機能対応 |
| サンタ                 | サンタさんプレゼントくばって大忙しゲーム | 2007年12月13日      |                           | 振動機能対応 |
| 羽織袴                 | トロのかくし芸                           | 2007年12月13日      |                           | モーションセンサー使用 振動機能対応 |
| レーサー               | トロレーサー                             | 2008年1月18日       | 2009年1月15日             | |
| トランプの王様         | 大富豪                                   | 2008年2月14日       |                           | |
| ゴルファー             | パターゴルフ                             | 2008年3月27日       |                           | 物理演算にHavokを使っている |
| ボウリング             | ボウリング                               | 2008年5月15日       | 2009年3月12日             | モーションセンサー使用 振動機能対応 物理演算にHavokを使っている コスプレゲーム版はほかキャラクターとの対戦形式だが、 ゲームセンター版はニャバターのみの一人プレイ |
| ギャンブラー           | スピード                                 | 2008年6月19日       |                           | モーションセンサー使用 振動機能対応 |
| パンク                 | トロパンク                               | 2008年8月14日       |                           | 振動機能対応 |
| みんニャのゴルフボール | みんニャのパターGOLF                     | 2008年10月30日      |                           | みんなのGOLFとのコラボレーション企画 モーションセンサー使用 2008年12月18日よりプレーヤーキャラなどを変更したものが PlayStation Storeにて単品販売された            |
| ギャルソン             | テーブルクロス引き                       | 2008年12月4日       |                           | モーションセンサー使用 |
| たすきがけ袴           | 新春カルタ大会                           | 2008年12月25日      |                           | |
| もぐら                 | もぐらたたき                             | 2009年2月5日        |                           | 「たたく」「まねる」の2モードあり |
| テニスプレーヤー       | テニス                                   | 2009年3月12日       |                           | |
| トランプのジョーカー   | 7ならべ                                  | 2009年3月26日       |                           | お揃いのニャバター用衣装がまいいつSTOREで同時発売 |
テレビ
トロの部屋にあるテレビで音楽（あらかじめPS3のクロスメディアバーで保存した楽曲）を流したり（実際にはデモ中のBGMが差し替えられるだけで、「トロの部屋のテレビから音楽が流れている」のを「トロが聞いている」ような描写はみられない）、登録したRSSフィードの更新があった際にテレビが教えてくれる（ボタン操作でブラウザ表示が可能）ようにする。2007年9月5日のアップデートで、テレビでの音楽再生時に動くアイテム「ダンシング鴨」「ウォーキング鴨」が「みャイルショップ」で発売された。また同様の機能を持つアイテムとしてローリーが2007年11月26日のトロ・ステーション視聴時にプレゼントされた。
ライセンス
購入したライセンスの一覧。
ビデオカメラ
ゲームプレイ画面の録画やYouTubeへのアップロードができる（トロ・ステーションの録画は行えるが、YouTubeへの直接アップロードは行えない）。2009年7月22日のアップデートでYouTube用高解像度動画の撮影が出来るようになった（高解像度ビデオカメラのライセンスが必要）。
ものおき
2009年1月15日のアップデートで追加された。「もようがえ」用のアイテムで普段使用しないものをしまっておくことができる。ここにしまわれたアイテムは「もようがえ」の際リストに表示されなくなる。

## おかいもの
2007年5月31日のアップデートで、それまで「PLAYSTATION Store」で購入しなければならなかった追加アイテムを直接購入できる「おかいもの」メニューが新設された。なお、これに伴い「PLAYSTATION Store」では「まいにちいっしょ」追加アイテムの購入はできなくなっている。2008年5月15日のアップデートで「おかいものランキング」というメニューが追加されたが、実際には「どこでもいっしょ」公式ページにある同名ページへのリンクである。
まいいつSTORE
コスプレ衣装やもようがえアイテムなどを購入する。毎月のアップデートと同時に新しいアイテムが追加されており、そのうち何点かの類似したアイテムが期間限定で（若干値引きされて）セット売りされることが多い。課金システム自体は「PLAYSTATION Store」のもので代金は共通のウォレットから差し引かれる。2008年9月18日のアップデートで名称が「まいにちいっしょSTORE」から変更になり、画面構成などもリニューアルされた。
みャイルショップ
2007年7月2日のアップデートで新設された。画面構成などは「まいいつSTORE」のそれと似通っている（2008年11月13日のアップデートで、以前の「まいにちいっしょSTORE」風のものからリニューアルされた）が、支払いには「トロ・ステーション」の視聴や「まいにち右脳ランキング」「まいにち右脳バトル」、コスプレゲームのクリアなどで蓄積される「みャイル」というポイントを用いる。品揃えは「おくりもの」のアイテムが中心だが、オリジナルのもようがえアイテムも用意されている。「トロ・ステーション」視聴1回分相当の「みャイル」ポイントで購入できる「ルーレット券」も販売されており、これを購入後「おくりもの」メニューから使用することで、従来とほぼ同じ「おくりものルーレット」に挑戦できる。また2007年7月26日のアップデートで、ルーレットの結果により最高100みャイルが獲得できる「みャイルーレット券」が新たに発売された。PSP版では「クロの雑貨屋さん」と名称が変更されている。

## ゲーム
まいにち右脳ランキング
「サイコロいくつ?」「じゃんけん勝負!」「全部でいくら?」「はめてぴったり」「この色、いくつ?」「バラバラことば」の6種類からなる右脳ゲーム。一日一回限定でネットワーク経由の試験を受けられ、全国でのランキングを競う事も可能。
まいにち右脳バトル
「まいにち右脳ランキング」のうち「サイコロいくつ?」「じゃんけん勝負!」「全部でいくら?」、および簡単な四則計算を行う「答えはいくつ?」の4種類・計12問のゲームでオンライン対戦を行うゲーム。2007年3月15日のアップデートで追加された。2007年4月6日に微調整された。2007年5月31日には「友達を招待」メニューが追加され、過去の対戦相手にリマッチを申し込めるようになった。キャラクターはトロとクロの対戦形式で行われていたが、2007年10月11日のアップデートでニャバター同士の対戦になった。
まいにちピクチャーしりとり
オンライン対戦も可能なしりとりゲーム。2007年11月8日のアップデートで追加（β版）された。直接文字を入力するのではなく、画面に表示されているパネルの中から最初の文字が合う絵が描かれているものを選択、その際加算される「よみポイント」の得点により勝敗が判定される。それぞれのパネルに描かれている絵そのものだけでなく、その絵柄から連想される言葉「かくし読み」も対象となり、通常より多い「よみポイント」が加算される。ただし、かくし読みをした結果、最後の文字が「ん」になって負けるケースもあるので注意が必要である。なお、同名の「ピクチャーしりとり」というものがガンホーゲームズにて無料プレイ可能。
コスプレゲーム
2008年5月のアップデートでコスプレゲームを直接選べるようになった。「#もちもの」の同項目を参照。
ゲームセンター
2009年1月15日のアップデートで追加された。「#おでかけ」の同項目を参照。

## コラボレーション
- みんなのGOLF 5
  - 2008年8月から11月にかけて、『みんなのGOLF 5』とのコラボレーション企画として「みんGOL×まいいつ祭」が実施された。
  - 後に、この時に登場したまいにちいっしょ風のロビーが2009年1月に再度利用可能になった。
- 魔界戦記ディスガイア3・魔界戦記ディスガイア2 PORTABLE
  - トロ・ステーション最多のゲスト回数（4回）を誇る日本一ソフトウェアの『魔界戦記ディスガイア』シリーズは、『魔界戦記ディスガイア3』の2008年12月の追加コンテンツにてトロとクロを登場させた。これは「トロステ24時間マラソン」内でのクロの発言が元となって実現したもので、実際にトロとクロを凶師として使用可能なほか、武器に魔チェンジさせて使用することが出来る（なお、この追加コンテンツは無料となっている）。
  - その後発売された『魔界戦記ディスガイア2 PORTABLE』においても同様のコラボレーションが行われている。

## まいにちいっしょ ポータブル
2008年10月15日配信開始。PS3版とは異なり機能が大きく制限されているが、トロ・ステーションの購読（最大2週間分をメモリースティックに保存して、インターネットに接続する環境がない場所でも視聴することが可能）、一部のコスプレゲーム、みャイルを使用したおくりもの等を行うことが出来る。データ更新時に必要なPlayStation NetworkのアカウントはPS3と同じものが使えるが、みャイルやもちもの等のデータは共有できない。なお、このポータブル版の制作は開発元のビサイドに加え、「ダービータイム オンライン」などを手がけたLAND HO!コーポレーションが手がけている。

### アップデート
- 2008年12月18日 - 第1回。「クロの雑貨屋さん」が開店し、貯めたみャイルでおくりものを購入できるようになり、トロにおくりものをできるようになった。
- 2009年4月23日 - 第2回。PSP版でもニャバターと「まいいつSTORE」が使えるようになったほか、「お庭」の導入（後述）、スクリーンショットやお部屋の模様替え機能追加、「トロ・ステーション」のオープニング一新など。
- 2009年6月18日 - 第3回。花の種類が大幅に増えた。

### コスプレゲーム
PS3版から6種類のコスプレゲームができる。
- アフロ（アフロDEダンス ゲーム）※PLAYSTATION STOREにて有料、2008年10月15日追加
- ひよこ（連打ではばたけ ゲーム）※PLAYSTATION STOREにて無料、2008年10月15日追加
- 野球（もえる!草野球 ゲーム）※PLAYSTATION STOREにて有料、2008年12月18日追加
- 赤おに（赤おにトロ?豆まき ゲーム）※PLAYSTATION STOREにて有料、2008年12月18日追加
- バスケ（フリースロー ゲーム）※まいいつSTOREにて有料、2009年4月23日追加
- さめ（いなばの白うさぎ ゲーム）※まいいつSTOREにて有料、2009年4月23日追加

### お庭
2009年4月23日のアップデートで追加されたPSP版のみの機能で、トロと一緒にガーデニングが行えるようになった。
カラのたね、植木鉢はゲーム内の『クロの雑貨屋さん』で、タネ5種類セット、プランター、植木鉢、チェア、ウッドデッキタイル、ラティス、木製花壇は『まいいつSTORE』でそれぞれ購入できる。

## 関連書籍・CD
- まいにちいっしょ トロクロおきらくBOOK（電撃PlayStation編、アスキー・メディアワークス、2009年4月15日初版発行、ISBN 978-4-04-867855-1） - トロ・ステーションの傑作選や番組配信リスト、まいにちいっしょの楽しみ方ガイドやアイテムリストで構成。付録DVDには特別編2本を含むトロ・ステーション17本を収録。
- トロクロおきらくおんがく集（アニプレックス、2009年11月11日発売、SVWC-7645） - まいにちいっしょ、トロ・ステーションのBGMを収録したサウンドトラック。